# Sérigné
Sérigné är en kommun i departementet Vendée i regionen Pays de la Loire i västra Frankrike. Kommunen ligger i kantonen L'Hermenault som tillhör arrondissementet Fontenay-le-Comte. År 2022 hade Sérigné 1 029 invånare.

## Befolkningsutveckling
Antalet invånare i kommunen Sérigné
| Referens: INSEE |